# 영향에 대한 불안
영향에 대한 불안(The Anxiety of Influence: A Theory of Poetry)는 해럴드 블룸이 쓴 책으로 1973년에  출판되었다.  이 책은 문학평론에 대한 새로운 "수정적인(revisionary)" 또는 대조적인 접근법을 발전시켰다.  블룸의 논문에 의하면 시인들의 창작활동은 그들보다 앞선 시대의 시인들과의 애매한 관계를 유지하기 때문에 오히려 방해를 받게 된다는 것이다.  즉, 다른 시인들의 시를 읽다가 오히려 그들의 시에서 파생되는 비슷한 양식의 시를 모방하게 되는 '약한' 시를 만들게 된다는 것이다.  즉, 이런 결과로 인해 현재 활동하는 시인들에게 불안감을 가져다 주게 된다.  이에 대해 블룸은 '강한' 시인은 다른 시인의 영향을 최고화하며 새로운 작품을 창작하도록 애쓰는 자라고 지칭하였다.
블룸은 윌리엄 셰익스피어가 초기에는 크리스토퍼 말로의 영향을 심각하게 받았다고 주장한다.  

## 6개의 수정 비율
블룸은 다음과 같은 6개의 수정 비율을 제시한다. 
- 클리나멘
- 테세라
- 케노시스
- 대몬화 ( Daemonization )
- 아스케시스 ( Askesis )
- 아포프라데스 ( Apophrades )